# Rue de la Marne (Châlons-en-Champagne)
Pour les articles homonymes, voir Rue de la Marne.
La rue de la Marne est une voie de la commune de Châlons-en-Champagne, située au sein du département de la Marne, en région Grand Est (anciennement Champagne-Ardenne).

## Situation et accès
La rue de la Marne appartient administrativement au centre-ville et permet de joindre le cœur de la ville avec la rivière Marne.
Actuellement elle relie la gare SNCF avec la Mairie. La rue est bordée par la Poste, un lycée, le monument aux morts, l'office du tourisme et une galerie commerciale avant d'arriver sur la place de la Mairie.

## Origine du nom
Le nom de la rue fait référence à la bataille de la Marne qui eut lieu en septembre 1914.

## Historique
C'est l'une des anciennes voies qui reprend l'axe romain Milan/Boulogne. Elle reprend les anciens pont de Marne et rue de Marne et porte ce nom depuis juin 1927, en référence à la Bataille de la Marne (1914) qui libéra la ville des troupes allemandes. Elle était desservie par le tramway.

## Bâtiments remarquables et lieux de mémoire
- Cathédrale Saint-Étienne de Châlons.
- les Caves médiévales de la galerie Saint-Germain.
- L'Hôtel-Dieu Saint-Étienne.
- Les maisons formant hémicycle de la Porte Marne.

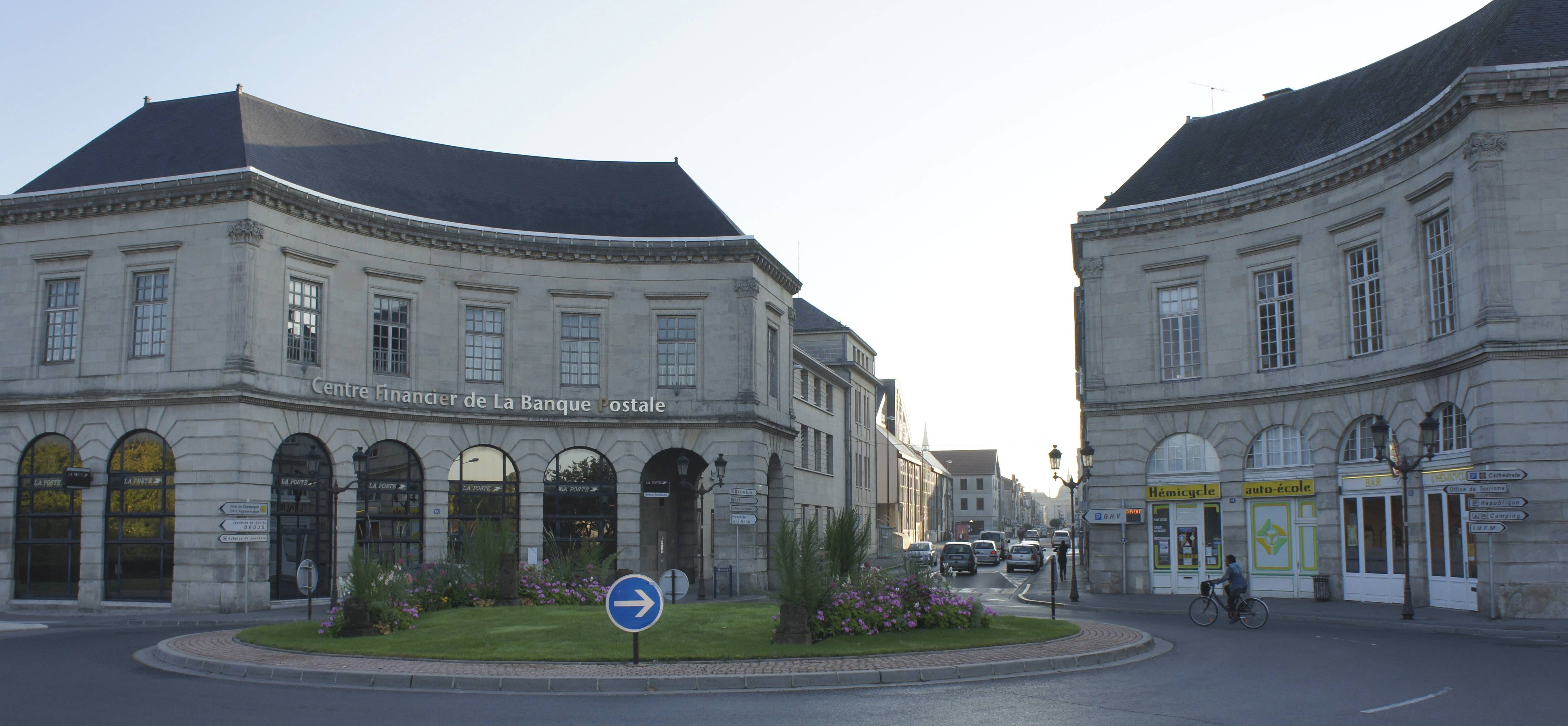
Le rue depuis la Porte Marne.
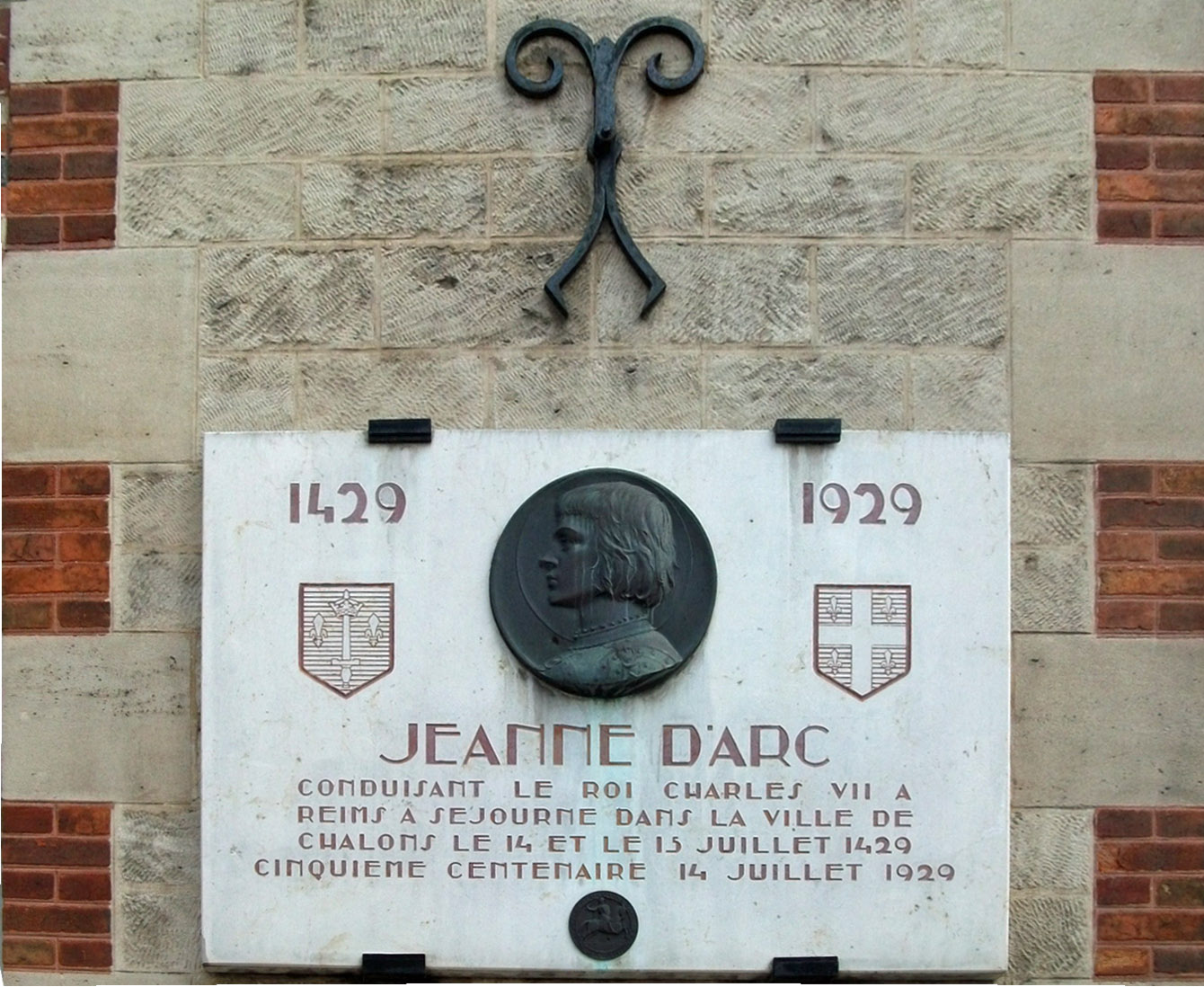
Commémoration du passage de Jeanne d'Arc.
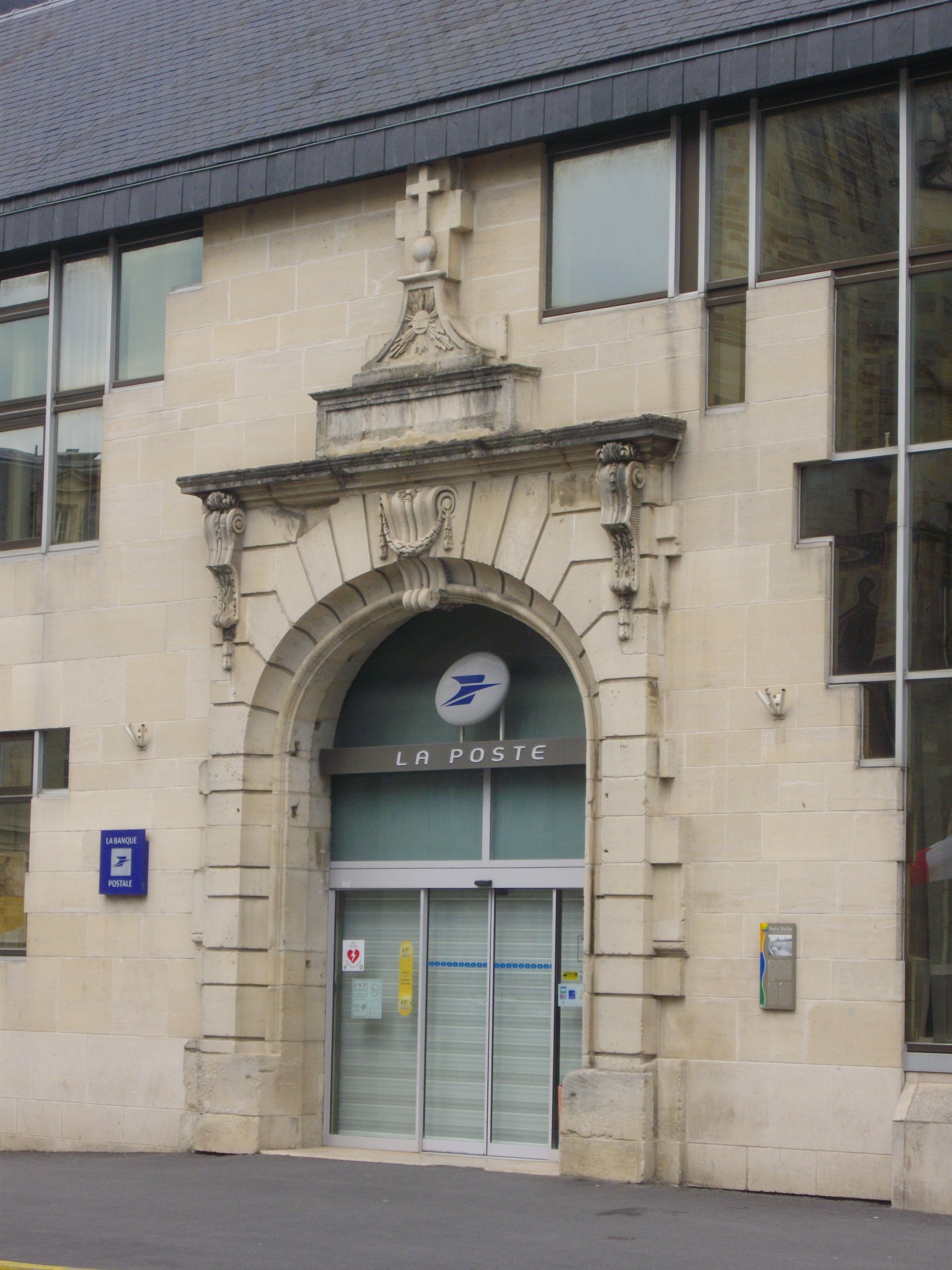
La Poste avec le portail de l'hôtel-Dieu.